# Stuart Roosa
Stuart Allen "Stu" Roosa (Durango, 16 augustus 1933 – 12 december 1994) was een Amerikaans ruimtevaarder. Roosa’s eerste en enige ruimtevlucht was Apollo 14 met een Saturnus V-draagraket en vond plaats op 31 januari 1971.
Roosa had Nederlandse voorouders, die in 1670 naar New York waren geëmigreerd.
Hij was piloot van de commandomodule tijdens de Apollo 14 missie naar de Maan. Het was de achtste bemande missie van het Apolloprogramma en de derde waarbij op de Maan werd geland. Hij was tevens de reservepiloot voor Apollo 16 en Apollo 17. In 1976 verliet hij NASA en ging hij als astronaut met pensioen. 
Roosa overleed in 1993 op 61-jarige leeftijd na complicaties bij pancreatitis.